# Lybia
Lybia is een geslacht van kreeftachtigen uit de klasse van de Malacostraca (hogere kreeftachtigen).

## Soorten
- Lybia australiensis (Ward, 1933)
- Lybia caestifera (Alcock, 1898)
- Lybia denticulata Nobili, 1906
- Lybia edmondsoni Takeda & Miyake, 1970
- Lybia leptochelis (Zehntner, 1894)
- Lybia plumosa Barnard, 1946
- Lybia pugil (Alcock, 1898)
- Lybia tessellata (Latreille in Milbert, 1812)